# Lycoriella multiseta
Lycoriella multiseta là một ruồi trong họ Sciaridae, thuộc chi Lycoriella. Loài này được Felt miêu tả khoa học đầu tiên năm 1898.